# Російські кібервійни
Російські кібервійни включають DoS-атаки, хакерські атаки, розповсюдження дезінформації та пропаганди, участь спонсорованих державою команд у політичних блогах, спостереження в Інтернеті за допомогою технології СОРМ, переслідування кібердисидентів та інші активні заходи. За словами журналіста-розслідувача Андрія Солдатова, частина цих заходів координувалась російською розвідувальною службою, яка входила до ФСБ, а раніше входила до 16-го управління КДБ. Аналіз Розвідувального управління Міноборони у 2017 році окреслює російську точку зору на «Інформаційні контрзаходи» або ІПб (інформаційне протиборство) як на «стратегічно вирішальне і критично важливе для контролю над своїм внутрішнім населенням та впливу на держави-супротивники», розділивши «Інформаційні контрзаходи» на дві категорії Групи «Інформаційно-технічна» та «Інформаційно-психологічна». Перша охоплює мережеві операції, пов'язані з обороною, нападами та експлуатацією, а друга — «спробами змінити поведінку людей або їхні переконання на користь цілей російського уряду».

## Присутність в Інтернеті
Американський журналіст Піт Ерлі описав свої інтерв'ю з колишнім старшим офіцером російської розвідки Сергієм Третьяковим, який перебрався до США у 2000 році:
Третьяков не вказав цільові вебсайти, але чітко пояснив, що вони обрали ті сайти, які є найбільш зручними для розповсюдження конкретної інформації. За його словами, під час його роботи в Нью-Йорку наприкінці 90-х років однією з найпоширеніших тем була війна в Чечні.
Згідно з публікацією російського комп'ютерного тижневика Computerra, «саме тому, що стало відомо, що анонімні редактори редагують статті в англійській Вікіпедії в інтересах британських та американських спецслужб і служб безпеки, також цілком ймовірно, що російські служби безпеки беруть участь у редагуванні російської Вікіпедія, але це навіть не цікаво доводити — адже всі знають, що органи безпеки займають особливе місце в структурі нашої [російської] держави».

## Кібератаки
Стверджувалося, що російські служби безпеки організували низку атак відмови в обслуговуванні в рамках своєї кібервійни проти інших країн, таких як кібератаки 2007 року на Естонію та кібератаки 2008 року на Росію, Південну Осетію, Грузію, та Азербайджан. Один з ідентифікованих молодих російських хакерів сказав, що йому заплатили російські служби державної безпеки за те, що він проводив хакерські атаки на комп'ютери НАТО. Він вивчав інформатику на кафедрі захисту інформації. Його навчання оплачувала ФСБ.

### Україна
У березні 2014 року, як повідомлялося, російська кіберзброя під назвою Змія або «Уроборос» спричинила хаос в українських державних системах. Набір інструментів «Змія» розпочав розповсюдження в українських комп'ютерних системах у 2010 році. Він виконував експлуатацію комп'ютерних мереж (CNE), а також високотехнологічні атаки на комп'ютерні мережі (CNA).
З 2014 по 2016 рік, за даними CrowdStrike, російський APT Fancy Bear використовував зловмисне програмне забезпечення для Android націлений на Ракетні війська та артилерії української армії. Вони розповсюдили інфіковану версію програми для Android, початковою метою якої було керування даними націлювання для артилерії гаубиці Д-30. Додаток, яким користуються українські офіцери, завантажили шпигунське програмне забезпечення X-Agent і розмістили в мережі на військових форумах. CrowdStrike стверджує, що атака була успішною, коли було знищено понад 80 % українських гаубиць Д-30, найбільший відсоток втрат будь-яких артилерійських частин в армії (відсоток, про який раніше ніколи не повідомлялося і означав би втрату майже всього арсеналу найбільшого артилерійського озброєння Збройних Сил України). На думку української армії, ця цифра є невірною, і що втрати в артилерійській зброї «були значно нижчими від заявлених», і що ці втрати «не мають нічого спільного з заявленою причиною».
Уряд США зробив висновок за результатами дослідження, що кібератака спричинила відключення електроенергії в Україні, через що понад 200 000 людей тимчасово залишилися без електромережі. Російська хакерська група Sandworm або російський уряд, можливо, стояли за атакою шкідливого програмного забезпечення на українську електромережу, а також гірничодобувною компанією та великим залізничним оператором у грудні 2015 року.

#### Президентські вибори 2014 року в Україні
Проросійські хакери розпочали серію кібератак протягом декількох днів, щоб зірвати вибори президента України в травні 2014 року, публікуючи зламані електронні листи, намагаючись змінити підсумки голосування та відтягуючи кінцевий результат розподіленими атаками відмови в обслуговуванні (DDOS). Шкідливе програмне забезпечення, яке показувало б графік, що оголосив ультраправого кандидата Дмитра Яроша переможцем виборів, було вилучено з Центральної виборчої комісії України менш ніж за годину до закриття виборчих дільниць. Попри це, Перший канал Росії «повідомив, що пан Ярош виграв і транслював фейкову графіку, посилаючись на вебсайт виборчої комісії, хоча він ніколи там не з'являвся» За словами Пітера Ордешука: «Ці підроблені результати були спрямовані на конкретну аудиторію, щоб прогодувати російський наратив, який з самого початку стверджував, що ультранаціоналісти та нацисти стояли за революцією в Україні».

#### Атаки на державні сайти у січні-лютому 2022 року
14 січня 2022 року були скоєні атаки на 70 українських вебсайтів, які були побудовані на CMS October компанією Kitsoft. На сторінках сайтів був розміщений дефейс трьома мовами: українською, російською та польською. Текст засуджував діяльність українських націоналістичних організацій ОУН-УПА. Розділ польською містив очевидні граматичні помилки, що поставило під сумнів інформацію, що атака відбувалася з території Польщі.
Ввечері 15 лютого о 20:21 почалася нова DDoS-атака на сайти українських банків, що тривала п'ять годин. Близько 15 банків, сайти з доменом gov.ua та Міністерства оборони, сайт Збройних сил та Міністерства з питань реінтеграції тимчасово окупованих територій зазнали шкоди. Партнери України у США допомогли владнати ситуацію.
23 лютого 2022 року близько 16:00 була зафіксована нова атака на державні сайти та декілька банків. Під прицілом опинилися сайти Верховної Ради, Кабінету Міністрів України та Міністерства закордонних справ, вебсайти СБУ, Міністерства стратегічних галузей, інфраструктури та агрополітики. Міністерство освіти і науки закрило доступ до сайту з метою запобігання кібератаці. За словами міністра цифрової трансформації Михайла Федорова, портал та сайт застосунку «Дія» успішно протидіють атаці. Представниця США Джен Псакі заявила, що за цією атакою, як і за миулими, імовірно стоїть Росія. Близько 17:00 компанія ESET виявила шкідливе програмне забезпечення HermeticWiper на зламаних сайтах, яке знищувало інформацію з баз данних. Вірус був встановлений на сотнях комп'ютерів і був скомпільований ще 28 грудня 2021 року, що доказує тривалу підготовку до операції.
24 лютого 2022 року під час російського вторгнення в Україну було атаковано сайт Київської ОДА. Державна служба спеціального зв'язку та захисту інформації виявила на сайтах i.ua та meta.ua e-mail листи з фішинговими посиланнями на приватні адреси українських військових та пов'язаних з ними осіб. За даними відомства, за цим можуть стояти білоруські хакери, що діють на користь Росії.

### Естонія
Основна стаття: Кібератаки проти Естонії
У квітні 2007 року, після дипломатичної суперечки з Росією щодо радянського меморіалу війни, Естонія була ціллю низки кібератак на фінансові, медіа та урядові вебсайти, які були знищені величезним обсягом спаму, що передається ботнетами. Інтернет-банкінг став недоступним, державні службовці раптом не змогли спілкуватися через електронну пошту, а ЗМІ не могли розповсюджувати новини. Як повідомляється, напади відбувалися з російських IP-адрес, Інтернет-інструкції були російською мовою, а естонські чиновники простежили системи контролю кібератак до Росії. Однак деякі експерти сумнівались, що напади здійснив сам російський уряд. Через рік після нападу НАТО заснувало Кооперативний центр передового досвіду кіберзахисту в Талліні як прямий наслідок цих нападів.

### Референдум у Великій Британії щодо «Brexit»
Напередодні референдуму щодо виходу Великої Британії з Європейського Союзу («Brexit») прем'єр-міністр Девід Кемерон припустив, що Росія «може бути задоволена» позитивним голосуванням за виіхд Британії з ЄС, тоді як прихильники кампанії за збереження статусу країни ЄС звинуватили Кремль у таємній підтримці позитивного голосування за Brexit. У грудні 2016 року депутат Бен Бредшоу заявив у парламенті, що Росія втрутилася в кампанію референдуму щодо Brexit. У лютому 2017 року Бредшоу закликав британську розвідувальну службу, центр урядового зв'язку, який тоді знаходився під керівництвом Бориса Джонсона, який займав посаду міністра закордонних справ, розкрити інформацію, яку він мав про втручання Росії. У квітні 2017 року Комітет Палати громад з питань державного управління та конституційних питань опублікував звіт стосовно падіння урядового вебсайту для реєстрації виборців в червні 2016 року менш ніж за дві години до початкового терміну реєстрації (який потім було продовжено), в якому було сказано, що «аварія мала ознаки DDOS-атаки». У звіті також зазначено, що «відсутні прямі докази», що підтверджують «ці твердження про іноземне втручання». Представник офісу Кабінета міністріввідповіла на звіт: «Ми дуже чітко визначили причину відключення вебсайту в червні 2016 року. Це відбулося через стрибок кількості користувачів безпосередньо перед кінцевим терміном реєстрації. Немає доказів, що свідчать про злочинне втручання».
У червні 2017 року газета The Guardian повідомила, що учасник кампанії за збереження статусу члена ЄС Найджел Фараж був «особою, якою цікавиться» Федеральне бюро розслідувань США щодо втручання Росії у президентські вибори у США 2016 р. У жовтні 2017 року члени парламенту в Комітеті з питань культури, ЗМІ та спорту вимагали від Facebook, Twitter, Google та інших корпорацій соціальних медіа розкрити всі рекламні оголошення та деталі платежів з боку Росії в рамках кампанії Brexit.

### Сполучені Штати
У квітні 2015 року CNN повідомила, що «російські хакери» «проникли в чутливі частини комп'ютерів Білого дому» за «останні місяці». Було сказано, що ФБР, Секретна служба та інші американські спецслужби класифікували напади як «одину серед найскладніших атак, коли-небудь здійснених проти урядових систем США».
У 2015 році CNN повідомляв, що російські хакери, які, ймовірно, працюють на російський уряд, підозрюються в хакерстві проти Державного департаменту. Федеральні правоохоронні, розвідувальні та конгресові чиновники, проінформовані про розслідування, заявляють, що хакерська система електронної пошти Державного департаменту є «найгіршим в історії» кібервтручанням проти федерального відомства.
У лютому 2016 року старший радник Кремля і найвищий російський кіберслужбовець Андрій Крутських на російській конференції з питань національної безпеки в Москві заявив, що Росія працює над новими стратегіями для «інформаційної арени», еквівалентними випробуванням ядерної бомби і «дозволить нам поговорити з американцями рівних».
У 2016 р. Аналітики приватного сектору та американські спецслужби повідомляли, що злам та оприлюднення у DCLeaks та WikiLeaks електронних листів, що належать, зокрема, Демократичному комітету, Джону Подесті та Коліну Пауеллу, мали російський слід. Також у грудні 2016 року республіканці та демократи в Комітеті Сенату з питань збройних сил закликали «створити спеціальний комітет з розслідування спроб Росії вплинути на президентські вибори».
У 2018 році команда комп'ютерного реагування на надзвичайні ситуації США випустила попередження про те, що російський уряд проводить «багатоступеневу кампанію вторгнення російських урядових кіберспеціалістів, які націлилися на мережі невеликих комерційних компаній, де вони встановлювали шкідливе програмне забезпечення, проводили фішинг і отримували віддалений доступ до мереж енергетичного сектору». Він також зазначив, що «після того як вони отримали доступ, російські урядові кіберспеціалісти проводили розвідку мережі, пересувались збоку в бік та збирали інформацію, що стосується промислових систем управління». Крім того, хакери націлені щонайменше на десяток американських електростанцій. для водоочисних, авіаційних та державних установ.
У червні 2019 року газета New York Times повідомила, що хакери з Кіберкомандування Сполучених Штатів запровадили зловмисне програмне забезпечення, яке потенційно здатне порушити роботу російської електричної мережі. За словами старшого автора журналу Wired Енді Грінбергаа, «Кремль попереджав, що вторгнення можуть перерости у кібервійну між двома країнами».
Протягом кількох місяців 2020 року група, відома як APT29 або Cozy Bear, що працює на Службу зовнішньої розвідки Росії, зламала провідну компанію з кібербезпеки та кілька урядових установ США, включаючи міністерство фінансів, комерцію та енергетику, а також Національне управління ядерної безпеки. Злами відбулися через систему управління мережею під назвою SolarWinds Orion. Уряд США провів екстрену нараду 12 грудня 2020 року, а наступного дня преса повідомила про злам. За даними газети The Washington Post, коли Служба зовнішньої розвідки Росії здійснює такі хакерські дії, це, як правило, «з традиційними шпигунськими цілями, крадіжка інформації, яка може допомогти Кремлю зрозуміти плани та мотиви політиків», а не з метою витоку інформації для громадськості.
У лютому 2021 року у звіті Драгоса було зазначено, що хакерська група Sandworm націлювалася на американських електропостачальників, нафтогазові та інші промислові компанії щонайменше з 2017 року і успішно зламала ці фірми кілька разі .

### Франція
У 2015 році на паризьку службу мовлення TV5Monde, що в Парижі, напали хакери, які використовували шкідливе програмне забезпечення для нападу та знищення систем мережі та виведення з ефіру всіх дванадцяти її каналів. Спочатку відповідальність за атаку взяла на себе група, яка називала себе «Кібер-халіфатом», проте більш поглиблене розслідування французькими владами показало, що атака на мережу мала посилання на APT28, пов'язану з ГРУ хакерську групу. У травні 2017 року, напередодні виборів президента Франції, понад 20 000 електронних листів, що належать до кампанії Еммануеля Макрона, були скинуті на анонімний вебсайт для обміну файлами, після цього було оголошено, що кампанію зламали. Повідомлення про витік швидко поширилося в Інтернеті, чому сприяли боти та спам-акаунти. Аналіз американської фірми з кібербезпеки Flashpoint з «деякою впевненістю» визначив, що APT28 є групою, яка стоїть за цією хакерською атакою та подальшим витоком інформації.

### Грузія
20 липня 2008 року вебсайт грузинського президента Саакашвілі через двадцять чотири години був вимкнений через серію атак. Незабаром на вебсайт Національного банку Грузії та парламенту напали хакери, які замінили зображення Саакашвілі на колишнього нацистського лідера Адольфа Гітлера. Під час російсько-гурзинської війни на велику кількість грузинських урядових серверів було здійснено напад і відключення. Це перешкоджувало комунікації та розповсюдженню важливої інформації. На думку технічних експертів, це перший зафіксований в історії випадок кібератак, що збігаються із збройним конфліктом.
У звіті американського незалежного дослідницького інституту «Відділ кібернаслідків США» зазначено, що у нападах «мало або взагалі не брали участі російський уряд чи військові». Згідно з висновками інституту, кілька атак виконувалися з ПК кількох користувачів, розташованих у Росії, Україні та Латвії. Ці користувачі охоче брали участь у кібервійні на стороні Росії під час війни в Південній Осетії 2008 року, тоді як деякі інші атаки також використовували ботнети.

### Німеччина
У 2015 році високопоставлений представник служби безпеки заявив, що «дуже правдоподібно», що російські хакери провели кіберкрадіжку файлів німецького парламентського комітету, що розслідує скандал зі шпигунством АНБ, опублікований згодом на WikiLeaks. Наприкінці 2016 року Бруно Каль, президент Федеральної розвідувальної служби Німеччини, попередив про порушення даних та проведення дезінформаційних кампаній, керованих Росією. За словами Каля, існують уявлення про те, що кібератаки відбуваються не з якою іншою метою, як лише створити політичну невизначеність. У лютому 2017 року видання Süddeutsche Zeitung повідомляло, що розслідування, проведене німецькими спецслужбами протягом року, «не знайшло конкретних доказів [російських] дезінформаційних кампаній, спрямованих на уряд». Однак до 2020 року німецькі слідчі зібрали достатньо доказів, щоб встановити особу одного підозрюваного.
Ганс-Георг Маассен, керівник Федерального відомства з питань захисту конституції, зазначив, що у вересні 2017 року зростає кількість спроб вплинути на [наступні] федеральні вибори та «все більш агресивне кібершпигунство» проти політичних суб'єктів Німеччини. The New York Times повідомила 21 вересня 2017 року, за три дні до федеральних виборів у Німеччині, що мало що може натякати на втручання Росії у вибори. У 2021 році Європейська Коміссія звинуватила Росію в спробі втрутитися у Європейські демократичні процеси перед парламентськими виборами 26 вересня в Німеччині.

### Киргизстан
Починаючи з середини січня 2009 року, два основних провайдери послуг Киргизстану зазнали масштабної атаки DDoS, що призвело до закриття вебсайтів та припинення роботи електронної пошти в країні. Ця атака фактично вивела країну з мережі. Напади відбулися в той час, коли на президента країни Курманбека Бакієва чинився тиск як з боку місцевих політиків, так і з боку Росії з метою закриття американської авіабази в Киргизстані. The Wall Street Journal повідомляє, що напади вчинила російська «кіберміліція».

### Польща
Трирічну проросійську кампанію дезінформації у Facebook з аудиторією 4,5 мільйона поляків виявили на початку 2019 року OKO.press та Avaaz. Інформаційна кампанія опублікувала фейкові новини та підтримала трьох польських проросійських політиків та їх вебсайти: Адама Андрушкевича, колишнього лідера ультранаціоналістичної та неофашистської організації «Всепольська молодь» та, станом на 2019 рік, державного секретаря у польському Міністерстві діджиталізації; Януша Корвіна-Мікке; та Лешека Міллера (активний член Польської об'єднаної робітничої партії в епоху комунізму та прем'єр-міністр Польщі в посткомуністичну епоху). Facebook відповів на аналіз, видаливши деякі вебсторінки.

### Південна Корея
За словами двох співробітників спецслужб США, які спілкувались із The Washington Post, а також за висновками аналітиків з питань кібербезпеки Майкла Матоніса, Росія, ймовірно, стоїть за кібератаками проти Зимових Олімпійських ігор 2018 року в Південній Кореї. За ці кібератаки відповідав комп'ютерний хробак, відомий як «Олімпійський руйнівник» (англ. Olympic Destroyer).
Хробак орієнтувався на всю олімпійську ІТ-інфраструктуру, і йому вдалося зламати Wi-Fi, канали джамботронів (великі екрани над ареною), системи продажу квитків та інших олімпійських систем. Він був присвячений до початку церемонії відкриття. Унікально те, що хакери намагалися використовувати безліч фальшивих підписів, щоб звинуватити інші країни, такі як Північна Корея та КНР.

### Венесуела
Після того, як вебсайт новин Runrun.es опублікував звіт про позасудові вбивства Боліваріанської національної поліції, 25 травня 2019 року венесуельський підрозділ Інституту Prensa y Sociedad (IPYS) зазначив, що вебсайт не працював через не кешовану атаку запитів, денонсуючи, що вона походить з Росії.

## Хибні тривоги
30 грудня 2016 року компанія з комунальних послуг у штаті Вермонт Burlington Electric Department, оголосила, що в їхніх комп'ютерах був знайдений код, пов'язаний з російською операцією хакерства під назвою «Гризлі Степ» (англ. Grizzly Steppe). Чиновники Департаменту національної безпеки, ФБР та Офісу директора Національної розвідки попередили керівників фінансової, комунальної та транспортної галузей про код шкідливого програмного забезпечення. Перший звіт The Washington Post залишив враження, що у мережу проникли, але взламаний комп'ютер не був приєднаний до мережі. У пізнішій версії було додано застереження перед звітом для виправлення такого враження: «Примітка редактора: У попередній версії цієї статті було неправильно сказано, що російські хакери проникли в електричну мережу США. Влада стверджує, що ознак цього немає. Комп'ютер у Burlington Electric, який був зламаний, не був підключений до мережі».